# Danau Baru (Sungai Rotan)
Danau Baru is een bestuurslaag in het regentschap Muara Enim van de provincie Zuid-Sumatra, Indonesië. Danau Baru telt 448 inwoners (volkstelling 2010).